# Histoire de la Géorgie sous la RDF de Transcaucasie
L'Histoire de la Géorgie sous la République démocratique fédérative de Transcaucasie est une période très courte de l'histoire de la Géorgie, un pays situé entre l'Europe et l'Asie. Toutefois, il est notable que malgré la longueur de vie de ladite République transcaucasienne, cette période est très importante dans le récit de l'histoire contemporaine de la Géorgie. En effet, après près d'un siècle de lutte pour son indépendance vis-à-vis de l'Empire russe qui avait annexé le pays au début du XIXe siècle, le peuple géorgien se retrouva entre 1917 et 1918 dans une phase intérimaire qui le prépara à l'autonomie suprême. Celle-ci sera acquise le 26 mai 1918 et le développement nationaliste géorgien connaîtera un premier renouveau depuis le XVIIIe siècle.

## Contexte historique

### L'annexion du Caucase par la Russie
Les visées russes sur le Caucase sont à remonter jusqu'au XVIe siècle, lorsque l'Empire ottoman et la Perse séfévide, les deux principales puissances du Proche-Orient de l'époque, commencèrent à se battre entre elles. En effet, en 1453, le sultan turc Mehmed II prit Constantinople et le siège religieux et culturel de l'État byzantin passa alors à Moscou, principale puissance orthodoxe de la région, et les tsars russes décidèrent de prendre, en plus de l'héritage culturel et spirituel, l'héritage impérial de ce successeur de l'Empire romain. C'est pour cette raison que de timides accords entre la Russie et le royaume de Géorgie orientale de Kakhétie furent passés à de maintes reprises, avec des notions bien plus symboliques que de facto. Mais tout au long du XVIIIe siècle, lorsque le jeune Tsarat fut remplacé par un Empire russe sous le règne de Pierre Ier (1721-1725), les combats entre Saint-Pétersbourg et les pouvoirs musulmans à son sud prirent une telle ampleur que la question du Caucase devint une priorité pour les dirigeants de la Russie. C'est ainsi qu'en 1770, les généraux russes ouvrirent un nouveau front contre les Ottomans dans le sud de la Géorgie (Bataille d'Aspindza) et, en 1783, un traité d'alliance qui se tourna en protectorat puis en annexion fut signé entre Catherine II et le roi de Kartl-Kakhétie (Géorgie orientale) Héraclius II à Gueorguievsk. En 1801, ce traité disparut et la « Province géorgienne », première marche russe dans le Caucase, fut créée après la mort de Georges XII.

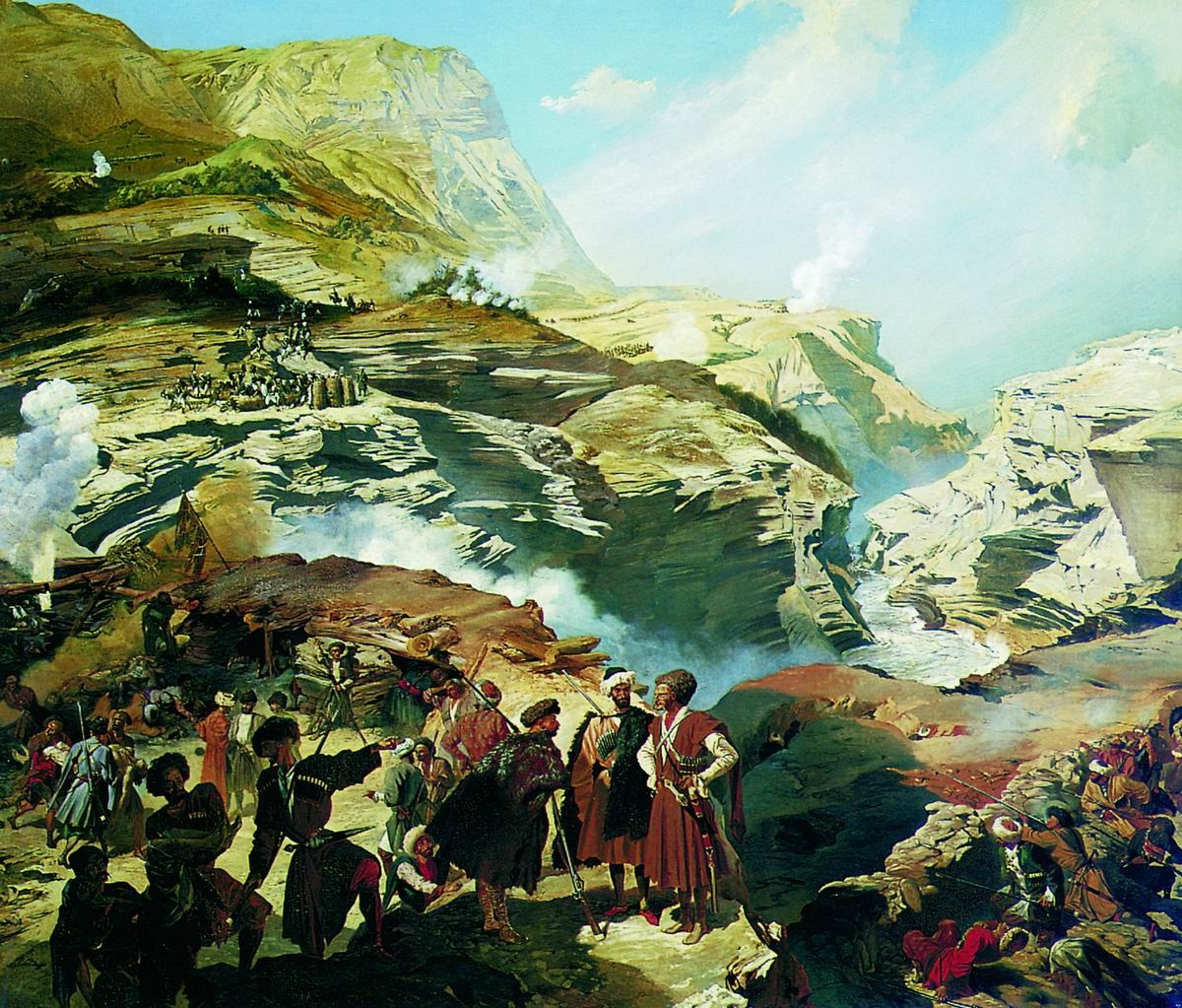
Scène de la guerre du Caucase, peinte par Grigori Gagarine.

Puis petit-à-petit, la Russie gagna de la puissance et, en 1810, la Géorgie occidentale (Royaume d'Imereti) se voit à son tour annexer après un traité bafoué et l'Azerbaïdjan, le Daghestan, le Karabagh et les côtes orientales de la Mer Noire (alors sous domination turque) entrèrent à leur tour dans le globe impérial russe à la suite du traité de Golestan, en 1813. Lors du Traité de Turkmanchai qui fut signé entre la Perse et la Russie après la guerre russo-persane de 1826-1828, le Nakhitchevan, de même que le khanat d'Erevan furent également faits provinces russes. Toutefois, ces acquisitions n'étaient pas grandement utiles à Petrograd en raison de leur situation : ces territoires n'étaient rattachés à la Russie propre que par le mince Daghestan et il était nécessaire, pour bien établir la présence impériale dans la région, d'annexer les hauteurs de Ciscaucasie, ce qui n'était pas chose simple.
C'est pourquoi, une véritable conquête débuta en 1817. Chamil était à l'époque un héros de la résistance caucasienne face à l'evahisseur russe. Mais ces actes de violence étaient également dirigés contre la population géorgienne, contre qui il organisa plusieurs raids en enlevant femmes, enfants et princes. Ces actes n'arrêtèrent guère l'Empire russe et dans les années 1850, presque toute la Ciscaucasie était entré dans le giron de Petrograd. Il faudra attendre le manifeste de l'empereur Alexandre II datant du 2 juin 1864 pour que la guerre du Caucase soit officiellement terminée. La paix était ainsi revenue entre la Mer Noire et la Mer Caspienne, mais au prix de l'indépendance de la région.

### Le développement des sentiments nationalistes du peuple géorgien
L'annexion de la Géorgie par la Russie est considérée comme un affront fait au peuple géorgien, aussi bien par les nobles que par les paysans, et ce malgré les développements économiques apportés à la région durant le XIXe siècle. Ainsi, dès 1802, les principaux nobles de Kakhétie déclarent leur insoumission à Petrograd et prêtent allégeance au prince Ioulon Bagration, fils de Héraclius II; cette révolte est écrasée. Un acte similaire se produit en 1804 sur les hauteurs du nord de la Kartlie. Une rébellion plus importante éclate en 1812 : le jeune Grigol Bagration, petit-fils de Georges XII, est proclamé roi. Ces événements, liés au lobby géorgien à la cour de Perse, ne perdurent pas et il faudra attendre 1819 pour que le peuple exprime à son tour son mécontentement. En effet, en cette année une conspiration se propage en Géorgie occidentale et, sous la direction de religieux et de paysans géorgiens, réussit à déstabiliser les régions d'Iméréthie et de Gourie. Finalement, la classe littéraire rejoint le mouvement populaire en 1832 : les principaux écrivains de l'époque (Kipiani, Orbéliani, Eristavi, Dodachvili...) organisent à leur tour une conspiration, qui est neutralisée par le Baron Rozen, vice-roi du Caucase. 

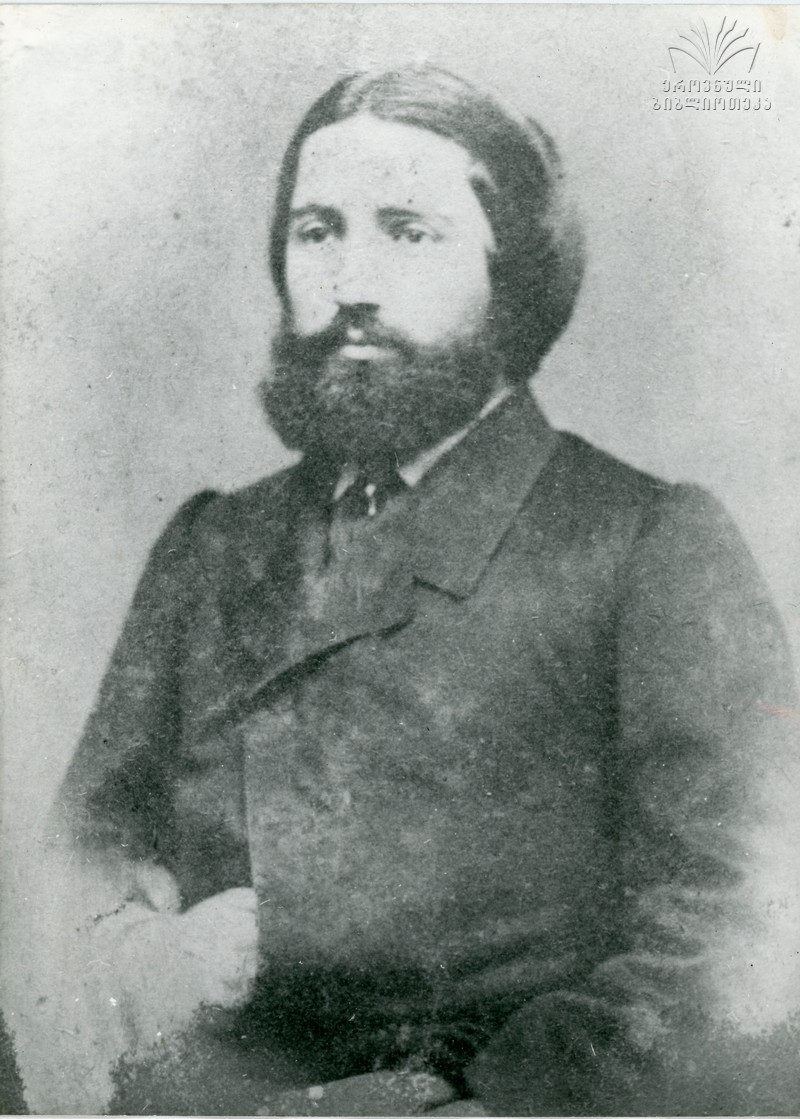
Ilia Tchavtchavadze

Les tentatives de révoltes se multiplient par la suite : 1841 en Gourie, 1856-1857 en Mingrélie et autres, tout au long de la seconde moitié du XIXe siècle. De plus, au début des années 1900, le socialisme gagne la Géorgie et interfère avec le réveil du mouvement nationaliste. Entre 1902 et 1905, plusieurs dizaines de manifestations et révoltes sont organisées par les sociaux-démocrates (déjà divisés d'une part en bolcheviks partisans de la dictature du prolétariat par l'intermédiaire d'un parti communiste dirigeant et n'excluant pas les attentats contre le pouvoir tsariste en attendant, et d'autre part en mencheviks partisans d'un régime parlementaire et excluant les attentats pour parvenir au pouvoir) et les sociaux-fédéralistes (non marxistes, partisans d'une vaste fédération russe laissant aux nations périphériques une large autonomie, dont une branche a recours aux attentats selon les mémoires de Joseph Davrichachvili), tous adhérant au mouvement socialiste international. À cette époque apparaît Joseph Djougachvili, futur Staline, dans les rangs des bolcheviks organisateurs de grèves et d'attentats dans le Caucase. 
Ces développements s'amplifient lors de la révolution russe de 1905. Un groupe de gauche, regroupant à la fois les bolcheviks et mencheviks, est  créé en 1907 à la Douma sous la présidence du géorgien Nicolas Tchkhéidzé. Trois courants de pensée politique se structurent progressivement en Géorgie, les sociaux-démocrates (dont les bolcheviks, minoritaires dans le Caucase, et les mencheviks avec pour chefs de file Evguéni Guéguétchkori — futur président du gouvernement de la République démocratique fédérative de Transcaucasie —, Noé Jordania — futur président des 2e et 3e gouvernements de la République démocratique de Géorgie —, Akaki Tchenkéli — futur président du gouvernement de la République démocratique fédérative de Transcaucasie — et Nicolas Tchkhéidzé — futur président du Soviet de Petrograd, de février à octobre 1918 —), les sociaux-fédéralistes (dont l'un des chefs de file est Georges Dekanozichvili), et les nationalistes (avec pour chefs de file Ilia Tchavtchavadzé — il lutta d'abord pour la restauration de l'autocéphalie de l'Église orthodoxe géorgienne, annulée un siècle auparavant ; il sera assassiné puis canonisé pour cette même raison en 1907 — et Niko Nikoladzé) qui donneront naissance aux nationaux-démocrates en 1918.

## Établissement du pouvoir menchevik à Tiflis

### Le Seïm et le Commissariat
Le 23 février [8 mars] 1917 fut marqué par un événement qui changea l'histoire de l'Empire russe et de ses provinces à jamais. Le régime absolutiste et tsariste dirigé par l'empereur Nicolas II Romanov depuis 1868 fut, pour la première fois depuis 1905, bousculé dans ce qui sera connue en Occident comme la « Révolution de Février ». En effet, en ce jour, des centaines de femmes commencèrent à manifester dans les rues de la capitale russe, Petrograd, pour réclamer du pain. Elles furent bientôt soutenues par les ouvriers, qui s'allièrent aux soldats de la ville. Le 28 février [13 mars], les révolutionnaires réussirent à organiser le premier changement brutal de pouvoir dans l'histoire russe et le 2 [15] mars, Nicolas II abdiqua (les dernières recherches historiques tendent néanmoins à montrer que c'est faux). La monarchie fut finalement abolie le lendemain, tandis qu'un gouvernement provisoire censé dirigé la Russie « propre » fut proclamé.
Gueorgui Lvov, un ancien député socialiste à la Douma, fut nommé à la tête du nouveau gouvernement lors d'une réunion de l'Assemblée constituante. Dès lors, son principal objectif était d'« étendre les libertés dans le reste de la Russie », notamment en Transcaucasie.

## Autres